# Small (rivista)
Small è una rivista accademica interdisciplinare che pubblica articoli di tecnologia e scienza a livello dimensionale nano e micro, in tutti i campi scientifici (chimica, biologia, fisica, medicina, ecc.). Viene pubblicata dall'editore Wiley-VCH. Nel 2023 l'impact factor è 13.